# U-18-Handball-Weltmeisterschaft der Frauen
Die U-18-Handball-Weltmeisterschaft der Frauen (offiziell IHF Women’s Youth World Championship) ist der Handballwettbewerb der besten Nationalmannschaften für Handballspielerinnen unter 18 Jahren. Er wird seit 2006 von der International Handball Federation (IHF) veranstaltet und findet seitdem alle zwei Jahre statt.
Der aktuelle U-18-Handballweltmeister der Frauen ist Spanien. Die Mannschaft konnte sich 2024 in China im Finale gegen die dänische Auswahl erfolgreich durchsetzen und erspielte sich so ihren ersten Weltmeistertitel.

## Turniere im Überblick
| Jahr | Austragungsland         | Teams | Weltmeister                                   | Spiel um Platz 1                              | Zweiter                                       | Dritter                                       | Spiel um Platz 3                              | Vierter                                       |
| ---- | ----------------------- | ----- | --------------------------------------------- | --------------------------------------------- | --------------------------------------------- | --------------------------------------------- | --------------------------------------------- | --------------------------------------------- |
| 2006 | Kanada                  | 12    | Dänemark (1. Titel)                           | 36:33                                         | Südkorea                                      | Rumänien                                      | 30:28                                         | Frankreich                                    |
| 2008 | Slowakei                | 16    | Russland (1. Titel)                           | 27:22                                         | Serbien                                       | Dänemark                                      | 24:21                                         | Frankreich                                    |
| 2010 | Dominikanische Republik | 20    | Schweden (1. Titel)                           | 34:29                                         | Norwegen                                      | Niederlande                                   | 27:26                                         | Frankreich                                    |
| 2012 | Montenegro              | 20    | Dänemark (2. Titel)                           | 27:26                                         | Russland                                      | Norwegen                                      | 36:30                                         | Rumänien                                      |
| 2014 | Mazedonien              | 24    | Rumänien (1. Titel)                           | 32:21                                         | Deutschland                                   | Dänemark                                      | 20:19                                         | Montenegro                                    |
| 2016 | Slowakei                | 24    | Russland (2. Titel)                           | 30:22                                         | Dänemark                                      | Südkorea                                      | 32:30                                         | Norwegen                                      |
| 2018 | Polen                   | 24    | Russland (3. Titel)                           | 29:27                                         | Ungarn                                        | Südkorea                                      | 34:27                                         | Schweden                                      |
| 2021 | Kroatien                | −     | nicht ausgetragen wegen der COVID-19-Pandemie | nicht ausgetragen wegen der COVID-19-Pandemie | nicht ausgetragen wegen der COVID-19-Pandemie | nicht ausgetragen wegen der COVID-19-Pandemie | nicht ausgetragen wegen der COVID-19-Pandemie | nicht ausgetragen wegen der COVID-19-Pandemie |
| 2022 | Nordmazedonien *        | 32    | Südkorea (1. Titel)                           | 31:28                                         | Dänemark                                      | Ungarn                                        | 27:26                                         | Niederlande                                   |
| 2024 | Volksrepublik China     | 32    | Spanien (1. Titel)                            | 23:22                                         | Dänemark                                      | Ungarn                                        | 25:24                                         | Frankreich                                    |

* Die Austragung 2022 war am 28. Februar 2020 an Georgien vergeben worden. Wegen der geopolitischen Situation nach der russischen Invasion in der Ukraine gab Georgien am 23. März 2022 die Austragungsrechte zurück, da das Land nicht für Sicherheit garantieren konnte. Die IHF vergab das Turnier nach Nordmazedonien.

## Medaillenspiegel
| Rang | Land        | Goldmedaillen | Silbermedaillen | Bronzemedaillen | Gesamt |
| ---- | ----------- | ------------- | --------------- | --------------- | ------ |
| 1    | Russland    | 3             | 1               | –               | 4      |
| 2    | Dänemark    | 2             | 3               | 2               | 7      |
| 3    | Südkorea    | 1             | 1               | 2               | 4      |
| 4    | Rumänien    | 1             | –               | 1               | 2      |
| 5    | Schweden    | 1             | –               | –               | 1      |
|      | Spanien     | 1             | –               | –               | 1      |
| 7    | Ungarn      | –             | 1               | 2               | 3      |
| 8    | Norwegen    | –             | 1               | 1               | 2      |
| 9    | Serbien     | –             | 1               | –               | 1      |
|      | Deutschland | –             | 1               | –               | 1      |
| 11   | Niederlande | –             | –               | 1               | 1      |